# Artur Dmochowski
Artur Antoni Dmochowski (ur. 13 czerwca 1959 w Krakowie) – polski dziennikarz, publicysta, historyk, dyplomata. Ambasador RP w Czarnogórze (2018–2023) oraz Tajlandii (2023–2024).

## Życiorys

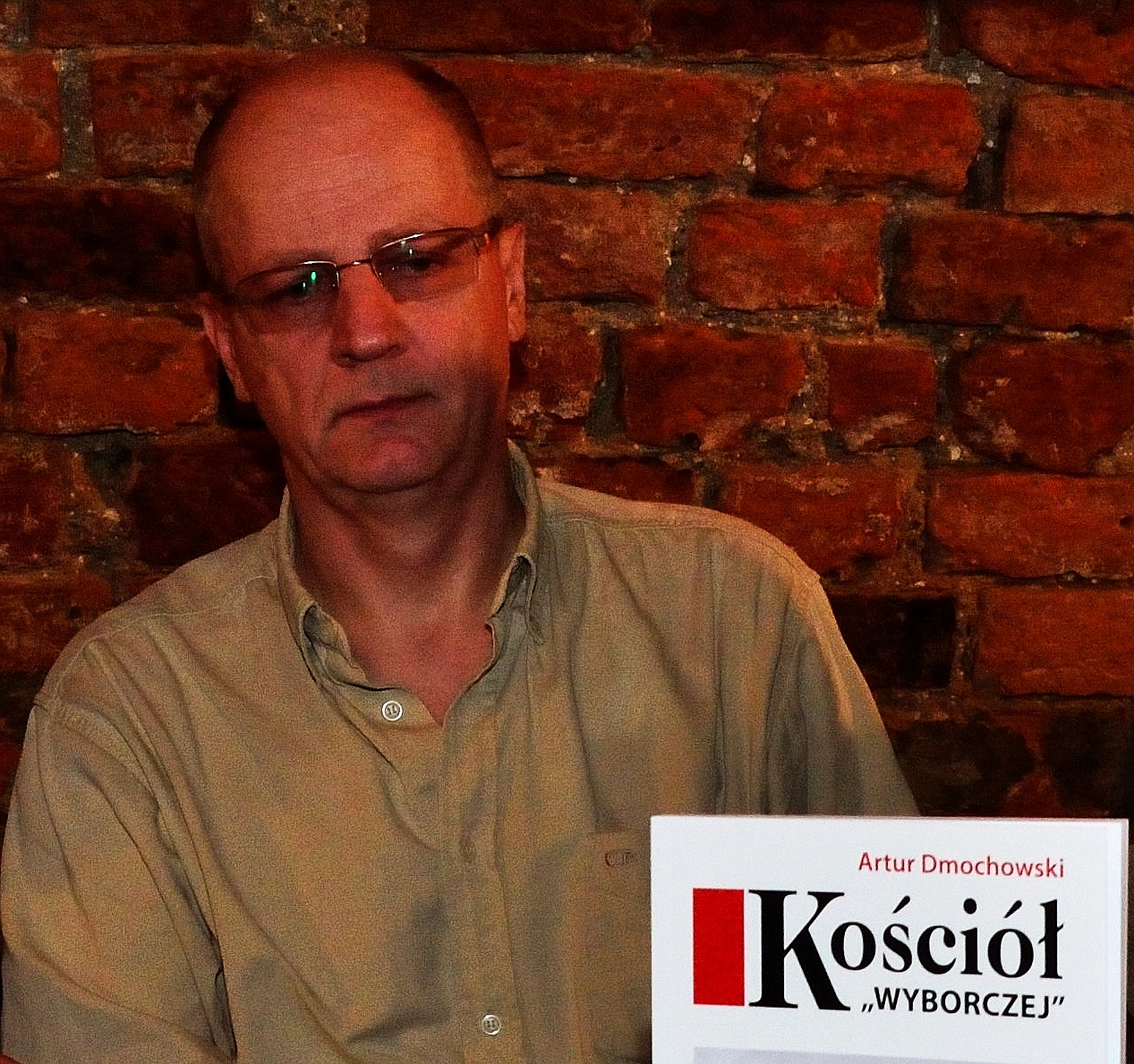
Artur Dmochowski w Krakowskim Klubie Wtorkowym (2014)

W latach 1978–1981 student Akademii Górniczo-Hutniczej w Krakowie, absolwent Wydziału Filozoficzno-Historycznego Uniwersytetu Jagiellońskiego (1986). W latach 1988–1989 studia doktoranckie na UJ; absolwent studiów podyplomowych na University of Maryland (1992), 1994–1995 absolwent Monterey Institute of International Studies w Kalifornii z tytułem MA (stypendium Fulbrighta).
W 1980 rzecznik Komitetu Założycielskiego Niezależnego Zrzeszenia Studentów AGH; w 1981 uczestnik strajków o rejestrację NZS. 1980–1984 działacz niezależnego, podziemnego ruchu wydawniczego: założyciel i redaktor naczelny pism „Od Nowa” i „Czas Solidarności”, w 1983 wydawnictwa NIE (Niezależna Inicjatywa Edytorska), redaktor, drukarz, organizator, kolporter. Organizator podziemnych kursów samokształceniowych; wielokrotnie zatrzymywany i przesłuchiwany. Rozpracowywany przez SB w ramach SOR kryptonim „Historyk” i „Inicjator”.
Podczas demonstracji 1 maja 1984 w Nowej Hucie został raniony. W 1984 w związku z zagrożeniem aresztowaniem ukrywał się przez 5 miesięcy – do amnestii. W latach 1984–1985 przewodniczący Samorządu Studentów UJ, członek Senatu UJ. Od 1986 organizator, wykładowca Krakowskiej Wspólnoty Akademickiej w DA księży misjonarzy „Na Miasteczku”. KWA grupowała przedstawicieli rozwiązanych Samorządów Studenckich i stanowiła przejaw niezależnego ruchu studenckiego, związanego z podziemnym NZS-em.
W 1989, 1992 redaktor „Nowego Dziennika” w Nowym Jorku. W latach 1990–1991 kierownik redakcji TVP Kraków, w latach 1993–1996 radca Ministra w MSZ. W 1994 przedstawiciel Polski w Misji Pokojowej KBWE w Gruzji, w 1996 w Misji OBWE w Bośni i Hercegowinie. W 1996 dyrektor programowy TV Wisła, zwolniony po przejęciu stacji przez TVN. 2000–2006 radca minister pełnomocny ambasady RP w Rzymie. W latach 2006–2009 twórca i dyrektor TVP Historia.
Od 2011 redaktor Gazety Polskiej i Gazety Polskiej Codziennie. Od 2012 redaktor naczelny Wydawnictwa Słowa i Myśli. W listopadzie 2015 został rzecznikiem prasowym Ministerstwa Spraw Zagranicznych.
28 kwietnia 2016 Rada Nadzorcza PAP S.A. zakończyła postępowanie kwalifikacyjne na dokończenie VI kadencji i powołała Artura Dmochowskiego na stanowisko prezesa Polskiej Agencji Prasowej z dniem 9 maja 2016. Stanowisko pełnił do 12 października 2017.
31 sierpnia 2018 został ambasadorem RP w Czarnogórze. W 2022 pełnił rolę Specjalnego Wysłannika Przewodniczącego OBWE w Bałkanach Zachodnich. Kadencję na stanowisku ambasadora zakończył 31 maja 2023. W czerwcu 2023 został mianowany ambasadorem w Tajlandii, akredytowanym także w Kambodży i Laosie. 8 grudnia 2023 złożył listy uwierzytelniające na ręce Jego Królewskiej Mości króla Kambodży Norodoma Sihamoniego. Kierowanie placówką zakończył w lipcu 2024.

## Wyróżnienia i odznaczenia
Postanowieniem prezydenta Andrzeja Dudy z 12 kwietnia 2017 został odznaczony Krzyżem Komandorskim Orderu Odrodzenia Polski za wybitne zasługi w działalności na rzecz przemian demokratycznych w Polsce, za osiągnięcia w podejmowanej z pożytkiem dla kraju pracy zawodowej i społecznej, a udekorowany 3 lipca 2018. Wcześniej odznaczony Krzyżem Wolności i Solidarności oraz medalami „Dziękujemy za wolność” i „Niezłomnym w słowie” (22 września 2010). Otrzymał Honorowe Wyróżnienie Nagrody Wolności Słowa Stowarzyszenia Dziennikarzy Polskich.
W 2023 od prezydenta Czarnogóry Milo Đukanovicia otrzymał Order Flagi Czarnogóry.

## Życie prywatne
Żonaty początkowo z Elżbietą Dmochowską, następnie z Moniką Dmochowską.

## Twórczość
- Zginął za Polskę bez komunistów. Zarys biografii Józefa Kurasia „Ognia”, Warszawa: Wydawnictwo CDN, 1987.[21]
- Wietnam. Wojna bez zwycięzców, Kraków: Europa, 1991, 2000.
- Wietnam 1962–1975, Warszawa: Dom Wydawniczy Bellona, 2003.
- Kulisy kryzysu: o przyszłości Polski i Europy, Lublin; Warszawa: Wydawnictwo Słowa i Myśli, 2013.
- Między Unią a Rosją: o polskiej racji stanu, polityce zagranicznej i miejscu Polski w Unii Europejskiej, Lublin; Warszawa" Wydawnictwo Słowa i Myśli, 2013.
- Kościół "Wyborczej": największa operacja resortowych dzieci, Lublin: Wydawnictwo Słowa i Myśli, 2014.[22]
- Najdłuższa wojna: przed Ukrainą był Wietnam, Lublin; Warszawa: Wydawnictwo Słowa i Myśli, 2014.
- Jak wygrać wybory, Lublin; Warszawa: Wydawnictwo Słowa i Myśli, 2014.

Współproducent filmu List z Polski (2010), współautor książki o tym samym tytule (2011).